# Wei Chun-heng
Wei Chun-heng (em mandarim: 魏均珩; pinyin: Wèi Jūnháng; Taipé, 6 de julho de 1994) é um arqueiro profissional taiwanês, medalhista olímpico.

## Carreira
Chun-heng participou da prova de tiro com arco em equipes masculina nos Jogos Olímpicos de Verão de 2020 em Tóquio ao lado de Deng Yu-cheng e Tang Chih-chun, conquistando a medalha de prata como representante do Taipé Chinês.